# Igor Alexandrowitsch Smolnikow
Igor Alexandrowitsch Smolnikow (russisch Игорь Александрович Смольников; englisch Igor Smolnikov; * 8. August 1988 in Kamensk-Uralski, Russische SFSR, UdSSR) ist ein ehemaliger russischer Fußballspieler. Der Außenverteidiger und 30-malige A-Nationalspieler spielte den Großteil seiner Karriere bei Zenit St. Petersburg.

## Karriere

### Vereine
Smolnikow wechselte Anfang 2006 von Lokomotive Moskau zu Torpedo Moskau. Dort debütierte er am 4. November 2006 bei der 0:2-Niederlage gegen den FK Moskau in der Premjer Liga. Im Januar 2008 kehrte er zu Lokomotive zurück und wurde in den folgenden vier Jahren an Ural Jekaterinburg, FK Tschita, Schemtschuschina Sotschi und den FK Rostow verliehen, um Spielpraxis zu sammeln. Zur Spielzeit 2012/13 wechselte Smolnikow zum FK Krasnodar und kam dort zu 30 Ligaeinsätzen. Nach Saisonende ging er zu Zenit St. Petersburg, wo er sich als Stammspieler etablieren konnte. In seiner ersten Spielzeit spielte er mit Zenit nach erfolgreicher Qualifikation in der Champions League, in der er mit der Mannschaft das Achtelfinale erreichte. In der Saison 2014/15 erreichte Smolnikow mit dem Team das Viertelfinale der Europa League und gewann die russische Meisterschaft. Anfang Mai 2016 sicherte er sich mit Zenit nach dem 4:1-Finalsieg gegen ZSKA Moskau den russischen Pokalsieg. Im August 2020 kehrte Smolnikow zum FK Krasnodar zurück. Die Spielzeit 2021/22 spielte er bei Arsenal Tula, anschließend kehrte er zu Torpedo und danach zu Lokomotive Moskau zurück. Nach der Saison 2022/23 beendete er seine Profikarriere.

### Nationalmannschaft
Smolnikow spielte von der U18 an für Jugendnationalmannschaften des russischen Fußballverbandes. Mit der U19-Auswahl nahm er im Juli 2007 an der U19-Europameisterschaft in Österreich teil und kam in allen drei Gruppenspielen seiner Mannschaft zum Einsatz, die als Gruppenletzter ausschied. Für die U21-Nationalmannschaft absolvierte Smolnikow am 7. September 2010 ein EM-Qualifikationsspiel gegen Rumänien, das 0:0 endete.
Am 19. November 2013 debütierte Smolnikow beim 2:1-Sieg im Freundschaftsspiel gegen Südkorea in der A-Nationalmannschaft. Für die Europameisterschaft 2016 in Frankreich wurde er von Nationaltrainer Leonid Sluzki in den russischen Kader berufen. Im Turnier kam er in allen drei Spielen seiner Mannschaft über die volle Spielzeit zum Einsatz, schied mit ihr jedoch als Gruppenletzter aus. Für den Confederations Cup 2017 sowie die Weltmeisterschaft 2018 im eigenen Land wurde Smolnikow ebenfalls für den russischen Kader nominiert. Bei der WM wurde er bei seinem einzigen Turniereinsatz, der 0:3-Niederlage im dritten Gruppenspiel gegen Uruguay, nach 36 Minuten mit der Gelb-Roten Karte des Feldes verwiesen. Mit Russland erreichte Smolnikow das Viertelfinale und scheiterte dort im Elfmeterschießen an der kroatischen Mannschaft. Sein 30. und letztes Länderspiel absolvierte er am 14. Oktober 2020 beim torlosen Remis in der Nations League gegen Ungarn.

## Erfolge
Zenit St. Petersburg
- Russischer Meister: 2014/15, 2018/19, 2019/20
- Russischer Pokalsieger: 2015/16, 2019/20
- Russischer Supercupsieger: 2015, 2016